# Schloss Mattighofen

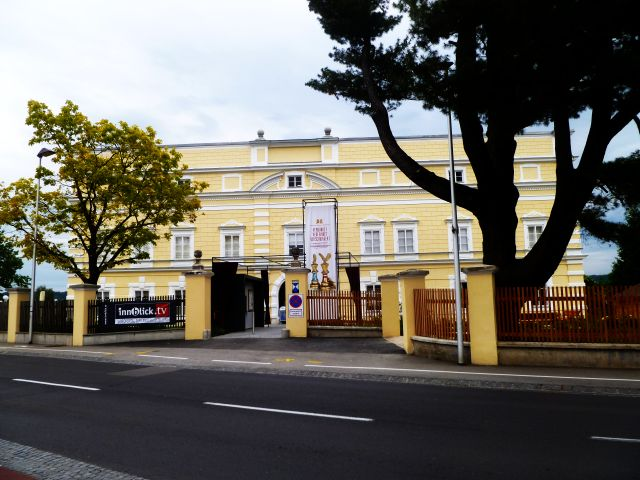
Schloss Mattighofen

Schloss Mattighofen ist eine ehemalige Burg und ein heutiges Schloss in der Stadtgemeinde Mattighofen im oberösterreichischen Bezirk Braunau am Inn. Der Bau geht zumindest auf das 8. Jahrhundert zurück. Heute wird das Gebäude für öffentliche Zwecke genutzt.

## Geschichte
Das Schloss, das am nördlichen Ende des Stadtplatzes von Mattighofen liegt, wurde erstmals 788 als Matagao urkundlich erwähnt. An seiner Stelle befand sich ein agilolfingischer herzoglicher Wirtschaftshof, der nach der Absetzung der Agilolfinger als bayrische Herzöge von den Karolingern übernommen wurde. König Heinrich II. schenkte 1007 die Burg mit dem gesamten Mattiggau dem Bistum Bamberg. Der Bau diente den Pflegern als Unterkunft. Im Jahr 1400 kam das Gebiet und mit ihm das Schloss unter die Herrschaft der Kuchler. Nach deren Aussterben im Jahre 1438 wurde es wieder Besitz der bayrischen Herzöge. Am 10. Oktober 1459 wurde Ritter Jan Holub mit dem Schloss und der zugehörigen Gerichtsbarkeit belehnt. Nach dem Aussterben der Holub erwarb 1517 Graf Christoph von Ortenburg, der bereits 1514/15 die Erbtochter Anna geehelicht hatte, das an den bayerischen Herzog heimgefallene Schloss für 4500 Gulden. Deren gemeinsamer Sohn Joachim ließ es 1551 in ein Renaissanceschloss umgestalten. Dabei erhielt der Schlossbau vier Ecktürme. Im selben Jahr wurde zudem eine Brauerei im Schloss eingerichtet. Aufgrund einiger Brände und späterer Umgestaltungen erinnert heute kaum etwas an diese einstigen Bautätigkeiten.
Zwei Jahre nach dem Tod Joachims veräußerten die Grafen von Ortenburg die Herrschaft Mattighofen im Jahre 1602 für 102.000 Gulden an die bayerischen Herzöge. Das Schloss und die Herrschaft waren von da an bis zum Frieden von Teschen, der das Innviertel zu Österreich brachte, mit kurzen Unterbrechungen in wittelsbachischer Hand. Die bayerischen Herzöge ließen das Schloss und die Herrschaft von Pflegern verwalten, welchen ihren Sitz auf dem Schloss innehatten.

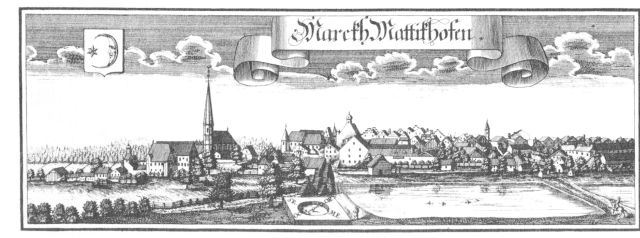
Panoramabild zum Markt Mattighofen nach einem Kupferstich von Michael Wening von 1721

Nach der Flucht des Kurfürsten Max Emanuel fielen Schloss und Herrschaft Mattighofen 1710 dem kaiserlichen Rat Gundacker von Starhemberg zu. 1794 wurden das Schloss und die dazugehörigen Gründe an den Brauer Jakob Haidenthaler verkauft, der es zu einem Bierbräuhaus umgestaltete. 1796 wurde das Schloss zurückgekauft. 1799 baute man das Gebäude im italienischen Stil um, sein burgenartigen Charakter ging dabei verloren und das Gebäude erhielt weitgehend sein heutiges Aussehen. Die auf dem Stich von Michael Wening erkennbaren Ecktürme sind dabei abgetragen worden, die Gräben wurden zugeschüttet und die bis damals erhaltene Zugbrücke wurde entfernt. Mit dem Kauf des Kobernaußerwaldes 1868 kam auch das Schloss Mattighofen in den Besitz des Familienfonds der Habsburger, die es zu einem kaiserlichen Jagdschloss umbauen ließen. Das bis dahin im Schloss untergebrachte k. k. Steueramt wurde in ein Haus am Stadtplatz (heute Stadtplatz Nr. 13) umgesiedelt. Im Schloss war neben den Zimmern für die Besitzer noch die Forstverwaltung untergebracht.
Im 20. Jahrhundert wechselten die Besitzer häufig, was mit dem Besitz des Kobernaußerwaldes zusammenhing. Von 1918 bis 1938 war der Kriegsgeschädigtenfonds Besitzer des Schlosses, während der Zeit des Nationalsozialismus gehörte es den Deutschen Reichsforsten und nach dem Ende des Zweiten Weltkriegs der amerikanischen Besatzungsmacht. Ab 1947 waren die Österreichischen Bundesforste die Besitzer des Schlosses. 2007 kaufte die Stadt Mattighofen das Gebäude.

## Schloss Mattighofen heute
Das heutige Erscheinungsbild des Schlosses wird von den Umbauten von 1799 geprägt. Das Gebäude erhielt dabei Feuermauern mit nach innen eingezogenen Pultdächern. Die Wehranlagen wurden entfernt und der Wallgraben wurde zu einem Garten aufgeschüttet. Das Eingangsportal führt in einen quadratischen Innenhof. Im Westgang ist ein Anbau errichtet worden, in dem sich heute das Restaurant da Sebastiano befindet. Die nach Westen gekehrte Schauseite wurde durch ein Halbgeschoß und eine waagrechte mit Zahnschnittfries verzierte Stirnmauer erhöht. Die von den Ortenburgern errichteten vier Erkertürme sind dabei entfernt worden. Von dem frühen Umbau zu einem Renaissanceschloss von 1551 findet sich heute noch an der rechten Einfahrt ein gemauerter Türstock mit dem Doppelwappen der Ortenburg-Fugger. Ursprünglich diente dieser als Zugang zum inneren Dachboden. Die Inschrift auf dem Türstock lautet:

„Joachim Grave zv Ortenburg etc. Vrsvla Gräfin zv Ortenburg geporene goggerin Freiin zv Khirchperg vnd Weissenhorn sein Gemachel MDLI“

Ein weiterer Türstock, welcher sich einst im Schloss befand, ist heute das Eingangsportal der Klampfer-Kapelle in Reitsham bei Lochen. Dieser bezieht sich laut seiner Inschrift auf Graf Christoph und seine beiden Gemahlinnen. Des Weiteren ist in der Schlosseinfahrt noch ein beschädigter Architrav für Graf Joachim eingemauert.
In einer Nische der Einfahrt befindet sich zudem das Bruchstück eines römischen Grabsteines aus dem 2. Jahrhundert. Es zeigt einen Opferdiener mit einem Weihrauchkästchen und einen trauernden Genius.
2012 wurde das Schloss einer der drei Schauplätze der bayerisch-oberösterreichischen Landesausstellung „Verbündet – verfeindet – verschwägert“, die auch weitere Schauplätze in Burg zu Burghausen in Bayern und Kloster Ranshofen in Braunau am Inn hatte. Schon vor der Landesausstellung wurde in Betracht gezogen, das Stadtamt in das Schloss zu verlegen und einen Veranstaltungssaal zu errichten. Seit dem 17. Juni 2013 befindet sich im ersten Stockwerk des Schlosses seither das Stadtamt Mattighofens.